# Elizabeth Ekblom
Elizabeth Ekblom (née le 10 février 1958) est une joueuse de tennis suédoise, professionnelle de la fin des années 1970 à  1988.
Demi-finaliste en 1976 à l'Open d'Australie, sa meilleure performance dans un tournoi du Grand Chelem, elle compte en outre en double dames sur le circuit WTA. Elle a aussi remporté à trois reprises le tournoi de Båstad dont une fois en simple en 1979 (tournoi non WTA).

## Palmarès

### Titre en simple dames
Aucun

### Finale en simple dames
Aucune

### Titre en double dames
| No | Date       | Nom et lieu du tournoi | Catégorie | Dotation | Surface      | Partenaire  | Finalistes                   | Score    |          |
| -- | ---------- | ---------------------- | --------- | -------- | ------------ | ----------- | ---------------------------- | -------- | -------- |
| 1  | 05/07/1982 | Casino Cup Hambourg    | Series 1  | 50 000 $ | Terre (ext.) | Lena Sandin | Pat Medrado Cláudia Monteiro | 7-6, 6-3 | Parcours |

### Finale en double dames
Aucune

## Parcours en Grand Chelem

### En simple dames
| Année | Open d'Australie (janvier) | Open d'Australie (janvier) | Internationaux de France | Internationaux de France | Wimbledon       | Wimbledon       | US Open         | US Open        | Open d'Australie (décembre) | Open d'Australie (décembre) |
| ----- | -------------------------- | -------------------------- | ------------------------ | ------------------------ | --------------- | --------------- | --------------- | -------------- | --------------------------- | --------------------------- |
| 1976  | 1/2 finale                 | Renáta Tomanová            | -                        | -                        | -               | -               | -               | -              | n/a                         | n/a                         |
| 1978  | n/a                        | n/a                        | 2e tour (1/16)           | Virginia Ruzici          | 1er tour (1/64) | Virginia Wade   | 1er tour (1/64) | Ivanna Madruga | 1er tour (1/16)             | Rene Blount                 |
| 1980  | n/a                        | n/a                        | 1er tour (1/32)          | M. Simionescu            | 2e tour (1/32)  | Wendy Turnbull  | 1er tour (1/64) | Sue Saliba     | -                           | -                           |
| 1981  | n/a                        | n/a                        | 1er tour (1/64)          | Rosalyn Fairbank         | 1er tour (1/64) | Pam Shriver     | -               | -              | -                           | -                           |
| 1983  | n/a                        | n/a                        | 1er tour (1/64)          | Pam Teeguarden           | 1er tour (1/64) | Ann Henricksson | -               | -              | -                           | -                           |
| 1985  | n/a                        | n/a                        | -                        | -                        | 1er tour (1/64) | Etsuko Inoue    | -               | -              | -                           | -                           |

À droite du résultat, l’ultime adversaire.

### En double dames
| Année | Open d'Australie (janvier) | Open d'Australie (janvier) | Internationaux de France  | Internationaux de France | Wimbledon                  | Wimbledon               | US Open                   | US Open                     | Open d'Australie (décembre) | Open d'Australie (décembre) |
| ----- | -------------------------- | -------------------------- | ------------------------- | ------------------------ | -------------------------- | ----------------------- | ------------------------- | --------------------------- | --------------------------- | --------------------------- |
| 1978  | n/a                        | n/a                        | -                         | -                        | 1er tour (1/32) I. Löfdahl | K. Harter C. Stoll      | -                         | -                           | -                           | -                           |
| 1980  | n/a                        | n/a                        | -                         | -                        | 2e tour (1/16) C. Sieler   | Kathy Jordan Anne Smith | 1er tour (1/32) Nina Bohm | A. M. Fernández Kate Latham | -                           | -                           |
| 1981  | n/a                        | n/a                        | 1er tour (1/32) Nina Bohm | N. Gregory M. Neumanova  | -                          | -                       | -                         | -                           | -                           | -                           |

Sous le résultat, la partenaire ; à droite, l’ultime équipe adverse.

## Parcours en Coupe de la Fédération
| #                                                                  | Date       | Lieu      | Surface                    | Gagnante(s)                        | Perdante(s)      | Score    |          |
|                                                                    |            |           |                            |                                    |                  |          |          |
| 1978 - 1er tour (groupe mondial) - France - Suède - 2 : 1          |            |           |                            |                                    |                  |          |          |
| 1                                                                  | 27/11/1978 | Melbourne |                            | Gail Sherriff                      | Elizabeth Ekblom | 6-3, 6-3 | Parcours |
| 1                                                                  | 27/11/1978 | Melbourne | Nina Bohm Elizabeth Ekblom | Brigitte Simon Frederique Thibault | 6-2, 6-2         |          | Parcours |
|                                                                    |            |           |                            |                                    |                  |          |          |
| 1981 - 1er tour (groupe mondial) - Suède - Tchécoslovaquie - 0 : 3 |            |           |                            |                                    |                  |          |          |
| 2                                                                  | 09/11/1981 | Tokyo     | Terre (ext.)               | Hana Mandlíková                    | Elizabeth Ekblom | 6-2, 6-3 | Parcours |

## Classements WTA

### Classements en simple en fin de saison
| Année | 1986 | 1987 |
| Rang  | 206  | 339  |

Source : (en) « Classements de Elizabeth Ekblom », sur le site officiel du WTA Tour